# فرودگاه وست سیل
فرودگاه وست سیل  (به انگلیسی: West Sale Airport)  یک فرودگاه همگانی   است که یک باند فرود چمن دارد و طول باند آن ۵۰۰ متر است. این فرودگاه در  کشور استرالیا قرار دارد و در ارتفاع ۲۸ متری از سطح دریا واقع شده است.